# Карр, Кэти
Кэтрин Л. Карр (англ. Catherine L. Carr, в замужестве Уэст, англ. West; род. 27 мая 1954, Альбукерке, Нью-Мексико) — американская пловчиха, двукратная чемпионка летних Олимпийских игр 1972 года.

## Биография
Кэтрин Л. Карр родилась в 1954 году в Альбукерке. На летних Олимпийских играх 1972 года в Мюнхене 18-летняя Карр победила на дистанциях 100 м брассом, а также в составе сборной США в комбинированной эстафете 4×100 метров. В следующем году на Универсиаде завоевала две золотые и две серебряные медали. За свою спортивную карьеру она установила 2 мировых рекорда. В 1977 году окончила Калифорнийский университет в Дейвисе, в дальнейшем работала учителем начальной школы. В 1988 году она была включена в Зал Славы мирового плавания.